# Gossip Girl
Gossip Girl és una sèrie de televisió estatunidenca, drama adolescent, basada en la saga de novel·les homònima escrita per Cecily von Ziegesar. Gossip Girl narra la vida de joves adolescents de l'Upper East Side de Nova York estudiants de centres elitistes i que, alhora, flirtegen amb drogues, sexe, alcohol i d'altres problemes. No s'ha traduït al català.
La sèrie va ser creada per Josh Schwartz i Stephanie Savage, qui és també productora executiva amb Bob Levy i Leslie Morgenstein, i produïda per CBS Paramount Network Television, Warner Bros. Television, College Hill Productions i Alloy Entertainment. La majoria dels membres del repartiment de Gossip Girl eren joves estrelles en ascens que van començar a rebre ofertes per a papers en pel·lícules a mesura que avançava la sèrie.

## Emissió
Es va començar a emetre el 18 de setembre de 2007 al Canadà a la cadena CTV i, el 19 de setembre de 2007 es va emetre per primer cop als Estats Units a través del canal The CW Network, poc abans que la borsa arribés al seu màxim. L'estrena va estar disponible gratuïtament a l'iTunes Store el 14 de setembre de 2007, 4 dies abans de la seva estrena a la televisió. El guió preveia una temporada de 22 episodis emesos entre 2007 i 2008, però atesa la vaga de guionistes, només se'n van poder completar 13.
Gossip Girl va tornar a les pantalles el dilluns 21 d'abril de 2008 amb cinc episodis nous. El 3 de març, la CW anunciava que Gossip Girl tornaria amb una segona temporada formada per 25 episodis. La segona temporada va començar l'1 de setembre de 2008. El 24 de febrer de 2009, la CW va confirmar la renovació de la sèrie per a una tercera temporada que es començarà a emetre la tardor del 2009. A partir de la segona temporada, durant la crisi financera global les audiències van començar a baixar per la mala percepció general sobre de les persones amb diners i els seus problemes, i la sèrie es va cancel·lar en acabar la sisena temporada.

## Argument
Els personatges protagonistes principals són Serena Van Der Woodsen (personatge interpretat per Blake Lively), Blair Waldorf (interpretat per Leighton Meester), Dan Humphrey (interpretat per Penn Badgley), Nate Archibald (interpretat per Chace Crawford), Jenny Humphrey (interpretat per Taylor Momsen), Chuck Bass (interpretat per Ed Westwick) Georgina Sparks, (Michelle Trachtenberg) i Vanessa Abrahms (interpretat per Jessica Szohr). Altres personatges són els pares i familiars dels protagonistes. La sèrie està narrada per un personatges omniscient, la reina xafardera (Gossip Girl) (amb la veu de Kristen Bell). Aquest personatge posseeix un blog on explica tot el que passa a l'Upper East Side. Justament en aquest blog es creen totes les rivalitats d'aquest exclusiu grup d'amics.
La sèrie comença quan la noia de moda de l'Upper East Side, Serena Van Der Woodsen (Blake Lively), torna a casa després d'una estada misteriosa en un internat a Cornwall, Connecticut. Blair Waldorf (Leighton Meester), a la que els mateixos creadors de la sèrie la descriuen com "la reina en el mig dels seus escacs", és amiga de la Serena des de fa molt de temps (a vegades rival) i la "reina B" de l'insitut Constance Billard (escola inventada per la sèrie). La sèrie també parla d'en Chuck Bass (Ed Westwick) el noi dolent de l'Upper East Side i del "noi d'or" Nate Archibald (Chace Crawford), novio de la Blair durant molts anys, la seva relació passa a ser difícil quan la Serena torna de l'internat. Altres personatges en els quals se centra la història són el Dan Humphrey (Penn Badgley), enamorat de la Serena des de sempre, la Vanessa Abrams (Jessica Szohr), millor amiga del Dan, i la Jenny Humphrey (Taylor Momsen), la germana petita rebel del Dan. La mare de la Serena, Lily Van Der Woodsen (Kelly Rutherford), el germà de la Serena, Eric Van der Woodsen (Connor Paolo) i el pare del Dan, Rufus Humphrey (Matthew Settle), també tenen papers importants.

### Personatges principals
La sèrie està narrada per un personatge omniscient, La Reina Xafardera (Gossip Girl, amb la veu de Kristen Bell), que explica en el seu blog tot el que passa a l'Upper East Side de Nova York. Aquest blog és visitat diàriament per tots els personatges principals, ja que, en molts casos, s'hi parla d'ells. Serena van der Woodsen (interpretada per Blake Lively) va abandonar Manhattan just un any d'abans del punt on comença l'acció de la sèrie, per motius que es desconeixen fins al final de la primera temporada. Per aquest motiu, Serena va perdre tota la relació amb la seva millor amiga, Blair Waldorf (interpretada per Leighton Meester).
Tot i que Blair es va sentir molt ferida per la marxa de Serena, va saber aprofitar molt bé la seva posició de Reina B (Queen B) dins el seu cercle d'amistats, juntament amb el seu nòvio, Nate Archibald (interpretat per Chace Crawford). A casa dels Waldorf res no va bé; el seu pare va abandonar la seva mare per un altre home (un model que treballava per a la seva mare, Eleanor Waldorf) i la relació entre mare i filla és molt tensa. A més a més, Blair continua lluitant contra la seva bulímia nerviosa.
Nate se sent molt angoixat. Els seus pares l'obliguen a anar-se'n al Dartmouth College, cosa que ell no vol. A més a més, el seu pare pateix una aclaparadora addicció a la cocaïna i la seva mare no vol obrir els ulls i prefereix seguir tenint un món perfecte. Tampoc no acaba de trobar-se bé dins la seva relació amb Blair, ja que realment està enamorat de Serena i havien tingut relacions sexuals abans que ella abandonés la ciutat.
Chuck Bass (interpretat per Ed Westwick) és el millor amic de Nate des de la infància. És cínic i amoral, es mou per ambients molt salvatges i abusa dels altres per a cobrir les pròpies necessitats. A l'hora, Chuck té una relació molt bona amb Blair, tot i que és la nòvia del seu millor amic,perquè és tan manipuladora com ell. A mesura que avança la temporada, Chuck s'adona dels seus sentiments reals cap a la Blair. Tot i que és un antagonista secundari al llibre original, la sèrie de televisió l'eleva a un personatge antiheroic, on destaquen la seva ambició financera, el seu hedonisme i el seu estil personal.
Quan Serena torna a Nova York, es troba exclosa del seu grup d'amics, ja que els seus escàndols han sortit a la llum. Però, per sort, aconsegueix un aliat, Dan Humphrey (interpretat per Penn Badgley), un estrany en un món molt privilegiat. Dan no gaudeix de la bona situació econòmica de Serena: el seu pare, Rufus (interpretat per Matthew Settle), una antiga estrella de rock, és amo d'una galeria d'art. Dan i la seva germana petita, Jenny Humphrey (interpretada per Taylor Momsen), lluiten per a poder sobreviure en el seu nou entorn.

### Personatges secundaris
A la sèrie hi apareixen també diversos personatges secundaris com per exemple Isabel Coates i Kati Farkas, que són les amigues lleials de la Blair. A la segona part de la primera temporada, s'hi van afegir personatges com Elise Wells (interpretat per Emma Demmar), Hazel (interpretat per Dreama Walker), Penélope (interpretat per Amanda Setton) i Nelly Yuki (interpretat per Yin Chang). Altres personatges recurrents són: la mare de Blair, Eleanor Waldorf (interpretat per Florencia Lozano al primer episodi i posteriorment per Margaret Colin), que és dissenyadora de moda; Howie "El Capità" Archibald (interpretat per Sam Robards), pare de Nate addicte a la cocaïna; el germà petit de la Serena, Eric Van Der Woodsen (interpretat per Connor Paolo) i el pare d'en Chuck, Bart Bass (interpretat per Rober John Burke). A la segona part de la primera temporada es va introduir el personatge de Georgina Sparks (interpretada per Michelle Trachtenberg), una amiga del passat de la Serena.
Durant la segona temporada apareixen també Catherine Mason (interpretada per Mädchen Amick), Lord Marcus Beaton (interpretat per Patrick Heusinger), Aaron Rose (interpretat per John Patrick Amedori), qui serà el nou interès amorós de la Serena i Agnes Andrews (interpretada per Willa Holland), nova amiga de Jenny que li farà treure la seva part salvatge. També hi apareix Cyrus Rose (interpretat per Wallace Shawn), pare d'Aaron i nou amor d'Eleanor Waldorf. A més a més s'introdueixen Poppy Lifton (interpretada per Tamara Feldman), una amiga de la Serena, i el seu xicot Gabriel Serrano (interpretat per Armie Hammer).

### Càsting
La majoria dels actors principals van ser escollits entre febrer i abril de 2007. Blake Lively i Leighton Meester van ser les dues primeres actrius escollides, ja al febrer, per a interpretar a Serena Van der Woodsen i Blair Waldorf respectivament. Chace Crawford, Taylor Momsen, Penn Badgley, Kelly Rutherford i Florencia Lozano van aconseguir els seus papers a la sèrie al mes de març. Els actors per a interpretar Chuck Bass i Rufus Humphrey, Ed Westwick i Matthew Settle respectivment, es van incorporar a l'equip al mes d'abril. Arran de la cancel·lació de la sèrie Veronica Mars, es va contractar la seva protagonista Kristen Bell per donar veu a La reina xafardera (Gossip Girl). Posteriorment s'hi van afegir altres actors com Jessica Szohr, el setembre de 2007, com a Vanessa Abrams, la millor amiga de Dan. Es va oferir un paper a Mischa Barton, coneguda per la sèrie The OC, perquè donés vida a una problemàtica amiga del passat de la Serena però finalment va rebutjar l'oferta. Finalment el paper el va interpretar Michelle Trachtenberg.